# Aeroportul Municipal Enterprise
Aeroportul Municipal Enterprise (IATA: ETS, ICAO: KEDN, FAA LID: EDN) este un aeroport din Alabama, Statele Unite ale Americii ce deservește zona Enterprise⁠(d). A fost numit după zona deservită.
Situat la o altitudine de 110 m, aeroportul dispune de 1 pistă.

## Infrastructură

### Piste
Aeroportul dispune de o singură pistă. Pista 05/23 are suprafața de asfalt și dimensiunile 5.080 picioare × 100 picioare. 